# Weberstraße 35 (Quedlinburg)

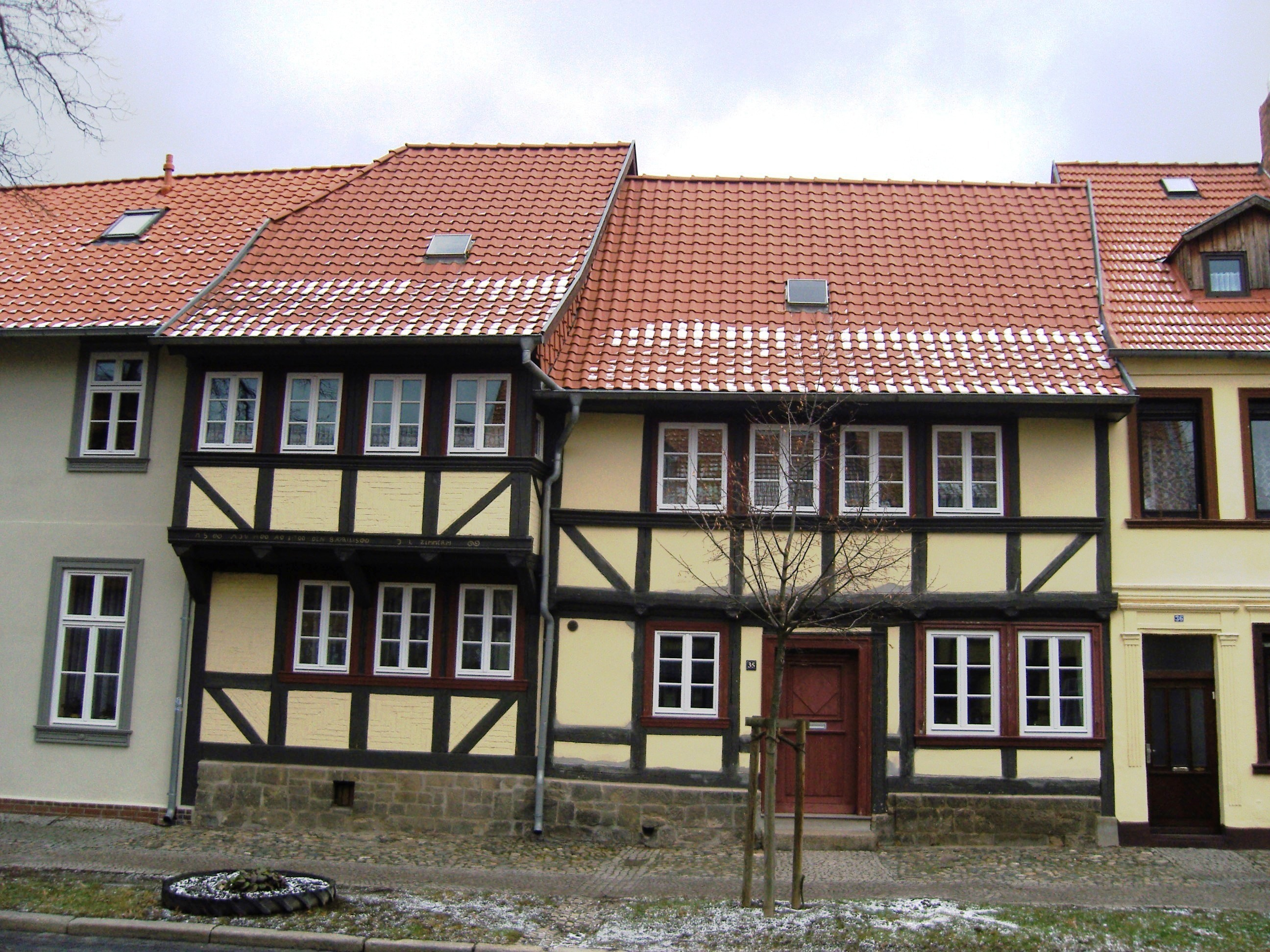
Haus Weberstraße 35

Das Haus Weberstraße 35 ist ein denkmalgeschütztes Gebäude in der Stadt Quedlinburg in Sachsen-Anhalt.

## Lage
Es befindet sich im nördlichen Teil der historischen Quedlinburger Neustadt und gehört zum UNESCO-Weltkulturerbe. Im Quedlinburger Denkmalverzeichnis ist es als Wohnhaus eingetragen.

## Architektur und Geschichte
Das Gebäude besteht aus zwei zweigeschossigen Fachwerkhäusern. Am nördlichen Teil des Hauses kragt das Obergeschoss weit vor. Die Fenster der Häuser sind in Form einer sogenannten Fensterreihung angeordnet. Es wird daher vermutet, dass der Bau im 17. Jahrhundert entstand. Im 19. Jahrhundert wurde die Fassade verputzt. Anfang des 21. Jahrhunderts wurde die Fachwerkfassade wieder freigelegt.